# 盖勒·塔尔曼
盖勒·塔尔曼（法語：Gaëlle Thalmann；1986年1月18日—），瑞士女子职业足球运动员，司职守门员，目前效力于皇家贝蒂斯足球俱乐部和瑞士国家女子足球队。她曾代表瑞士参加2022年欧洲女子足球锦标赛和2023年国际足联女子世界杯等多场国际赛事。